# Gliese 653
Gliese 653 (HD 154363 / HIP 83591 / Wolf 635) es una estrella a 34,7 años luz de distancia del sistema solar en dirección a la constelación de Ofiuco, visualmente situada a 1,3º al suroeste de 30 Ophiuchi.
Forma un sistema binario con Gliese 654 (HIP 83599 / Wolf 636), siendo la separación visual entre ambas estrellas de 184,5 segundos de arco, equivalente a una distancia entre ellas de más de 2500 UA.
Con magnitud aparente +7,73, Gliese 653 es una enana naranja de tipo espectral K5V. Su luminosidad apenas supone el 11 % de la que tiene el Sol y su masa se estima ligeramente superior a 2/3 de la masa solar. Es comparable a otras enanas de tipo K en esta misma constelación, tales como 36 Ophiuchi C o 70 Ophiuchi B. Presenta una exigua metalicidad —abundancia relativa de elementos más pesados que el helio—, inferior a una cuarta parte de la solar.
Por su parte, Gliese 654 es una enana roja de tipo M2 o M3.5V. De magnitud aparente +10,07, su luminosidad —en el espectro visible— es 11 veces menor que la de su lejana acompañante. Se piensa que puede ser una estrella variable, recibiendo la denominación NSV 8176 en el New Catalogue of Suspected Variable Stars.